# Musikformat
Ein Musikformat ist ein Dateiformat, das den Aufbau eines Musikstückes beschreibt. Im Gegensatz zum Audioformat ist dabei kein vollständiges Tonsignal gespeichert, sondern lediglich einzelne Noten und möglicherweise Informationen über den Aufbau von Klängen.
Darunter fallen auch sogenannte Chipdateien, die im Prinzip aus Anweisungen für einen Soundchip bestehen. Die Chiptunes früher Videospiele oder aus der Demoszene sind Beispiele für Chipdateien.

## Musikformate
- Trackermodule (komprimiert oder unkomprimiert)
  - Amiga-Oktalyzer-Modul (.okt)
  - Composer-669-Modul (.669)
  - Digital-Sound-and-Music-Interface-Modul (.amf)
  - Farandole-Composer-Modul (.far)
  - FastTracker-2-Modul (.xm/.mdz, .xmz)
  - Impulse-Tracker-Modul (.it/.itz)
  - MadTracker-2-Modul (.mt2)
  - MultiTracker-Modul (.mtm)
  - OctaMED-Modul (.med)
  - PlayStation Musik Emulation (.psf)
  - PlayStation 2 Musik Emulation (.psf2)
  - Polytracker-Modul (.ptm)
  - ProTracker-Modul (.mod)
  - Scream-Tracker-2-Modul (.stm/.stz)
  - Scream-Tracker-3-Modul (.s3m/.s3z)
  - SoundTracker-Modul (.mod)
  - UltraTracker-Modul (.ult)

- Chipdateien:
  - AY, Chipsound-Dateien der Sinclair-ZX-Spectrum-Hardware-Erweiterung
  - CPC, Musikdateien des AY-3-8910-Chips des Schneider bzw. Amstrad CPC
  - GBS, Game Boy Sound
  - GSF, Game Boy Advance Sound Format (.minigsf, .gsf)
  - GSR, Gens Sound Record, Format für Sega Genesis\Mega-Drive-Musik
  - GYM, Musikdateien des Genesis YM2612-Chip
  - HES, Hudson Entertainment System, PC Engine / TurboGrafx-Spielemusik
  - NSF, NES Sound Format, verwendet im Nintendo Entertainment System
  - PCE, Musikdateien der Spielkonsole PC Engine der NEC Corporation
  - QSF, Capcom Q-Sound Format, ähnlich dem PlayStation Sound Format
  - SAP, Atari-POKEY-Chip
  - SID, Sound Interface Device, Chipsound-Dateien des Commodore 64
  - SPC, Sonys SPC700-Chip des Super Nintendo Entertainment System
  - USF, Nintendo Ultra 64 Sound Format für Nintendo-64-Sounddaten
  - VGM, Video Game Music
  - YM, Format des Atari ST/Amstrad CPC YM2149-Soundchip

- Musical Instrument Digital Interface (.mid, .midi, .rmi, .kar, .hmp, .hmi, .xmi, .mss, .mus, .cmf, .gmd, .mids, .miz, .hmz)
- Direct Music (.sgt, .sty)
- Square-Enix (.bgm)
- KSS (.kss)
- GBR (.gbr)